# Falange Socialista Boliviana
La Falange Socialista Boliviana és un partit polític bolivià creat el 1937. És un partit d'extrema dreta que s'inspira en el feixisme. Va ser el segon partit més gran del país entre aproximadament el 1954 i el 1974. Després d'això, els seus seguidors van gravitar cap a la candidatura militar avalada pel govern del general Juan Pereda (1978) i, especialment, cap al partit ADN de l'antic dictador Hugo Banzer.

## Fundació i inicis
Fundat a Xile per un grup d'exiliats (entre els quals el cap era Óscar Únzaga de la Vega), l'FSB es va inspirar inicialment en el falangisme espanyol. De fet, en aquells primers anys va estar a prop d'adoptar una agenda feixista, a l'estil de l'espanyol Francisco Franco i de l'italià Benito Mussolini. Era reformista, ja que defensava grans transformacions de l'ordre social i polític existent (en gran part oligàrquic). Això el va portar més a l'àmbit d'altres moviments revolucionaris com el Moviment Nacionalista Revolucionari (MNR) de Víctor Paz Estenssoro, que arribaria al poder després de desencadenar la Revolució de 1952. De fet, l'FSB va ser incorporat al principi a la coalició del MNR en esclatar aquella revolta massiva, però va fer marxa enrere en l'últim moment. Un moviment més aviat menor durant la dècada de 1940, la «Falange» va començar a atreure un gran suport d'antics terratinents i altres membres de l'elit boliviana després del triomf de la Revolució de 1952, convertint-se en el principal partit d'oposició del govern MNR. La creixent popularitat de FSB va coincidir, en particular, amb un període d'alta inflació al país sota la presidència d'Hernán Siles Zuazo (1956–1960), i va incloure molts estudiants universitaris benestants. El moviment es basava en un sistema cel·lular i així es va fer més fort en algunes zones concretes, sobretot a La Paz i Santa Cruz, encara que els intents de conquerir la pagesia a Cochabamba van resultar infructuosos i van perjudicar el creixement del partit.
A més de l'activitat política, l'FSB també va participar en diverses insurreccions menors contra el govern, que van culminar amb un aixecament l'abril de 1959 durant el qual l'FSB va controlar breument part de la capital La Paz. L'exercit va reprimir l'aixecament, en què van morir cinquanta persones, inclòs Unzaga, la mort del qual es va declarar oficialment com un suïcidi.

## Ideologia
Ideològicament, la posició del partit va evolucionar des de l'adhesió al falangisme espanyol a una forma més moderada d'estatisme. Potser inspirat pels esforços del governant MNR per perpetuar-se al poder com el partit PRI de Mèxic, l'FSB també va buscar la creació d'un Estat de partit únic fort, amb l'Exèrcit i l'Església com els dos grans pilars de la societat boliviana. A la dècada de 1950, la Falange va adoptar una forta postura anticomunista, amb els seus líders especialment crítics amb Fidel Castro de Cuba després de la seva aparició. El FSB també es va presentar com a nacionalista i antiimperialista. Durant la dècada de 1950 també va intentar emfasitzar una forta identitat catòlica romana.
El criminal de guerra nazi alemany Klaus Barbie es va instal·lar a La Paz el 1951 i poc després va presenciar una marxa dels membres de l'FSB. Barbie va afirmar que la visió dels militants uniformats i braçalets fent la salutació romana el va fer sentir com a casa i aviat va buscar els principals membres del partit i s'hi va apropar.

## Resultats electorals
El partit va donar suport a la candidatura del general heroi de guerra Bernardino Bilbao Rioja a les eleccions presidencials de 1951. Bilbao va aconseguir un 11% dels vots, i després tornaria com a candidat. En aquelles eleccions, els partits antisistema com l'MNR i l'FSB havien obtingut majoria, però una intervenció militar en nom de l'oligarquia que desembocaria a la Revolució de 1952 impediria a l'MNR assumir el càrrec. Amb l'enfonsament dels partits tradicionals de Bolívia, l'FSB es va trobar com la principal força d'oposició al país. Óscar Únzaga, així i tot, va continuar sent el líder indiscutible del partit, i va ser ell qui va liderar la candidatura presidencial de l'FSB de 1956. Va aconseguir el 15% dels vots en unes eleccions que molts consideraven sospitoses a causa del suport massiu de l'estat al candidat avalat pel govern, Hernán Siles Zuazo. L'FSB va perdre impuls després de l'assassinat d'Únzaga el 1959. En aquest moment, el partit va ser fortament reprimit políticament i nous partits van començar a atraure sectors similars de la societat. Consegüentment, la quota de vot del partit va caure fins al 8% a les eleccions de 1960.

## Desenvolupament posterior
Després de la mort d'Únzaga, el corrent principal de l'FSB va passar a ser liderat per Mario Gutiérrez, candidat del partit a les eleccions de 1960. Després del retorn dels militars al poder arran del cop d'estat de 1964, es va reprimir l'MNR, un fet que va augmentar la sort de l'FSB. En aquest moment, l'FSB va intentar aliar-se amb una tendència emergent de la demòcrata cristiana i va centrar la seva atenció en l'organització al departament de Santa Cruz. Com a part de la Comunitat Demòcrata Cristiana, va avalar la candidatura del general Bernardino Bilbao Rioja a les eleccions presidencials de 1966, encara que René Barrientos, de la facció governant, va guanyar fàcilment. Amb el tancament del Congrés el 1969, l'FSB va entrar en un període de lluites internes, i una facció d'esquerres, FSB-Izquierda (FBSI), se'n va separar el 1970.
Bolívia no va tenir més eleccions fins a finals dels anys setanta. Amb el lideratge de nou en mans de Mario Gutiérrez, FSB va donar suport (com ho va fer el MNR) al cop militar de 1971 que va portar al poder el general Hugo Banzer. De fet, Gutiérrez va servir a Banzer com a ministre de Relacions Exteriors durant molts anys. En aquest punt, l'FSB va canviar una mica la seva posició i es va convertir en un partit més conservador i promilitar. El partit va ser exclòs del govern el 1974 quan Banzer va decidir establir un règim purament militar sense partits polítics. L'FBSI, per la seva banda, que s'havia oposat al cop de Banzer, va ser reprimit pel nou govern.
Les files de l'FSB es van diluir encara més quan diverses faccions se'n van separar arran de la dictadura de Banzer i les turbulències electorals del període 1978–1980. Carlos Valverde Barberry finalment va emergir com a líder i va ser candidat a la presidència l'any 1980, però els resultats van ser pobres. El fraccionisme va tornar a perseguir el moviment i gran part va ser absorbit per la conservadora Acció Democràtica Nacionalista (fundada pel mateix Banzer). El grup FSB va tornar a adoptar més retòrica d'esquerres com a partit d'oposició encara que va ser eliminat del Congrés a les eleccions de 1989 i no va obtenir cap escó a les eleccions de 1993.
L'FSB ha tornat a la política esporàdicament des d'aleshores, i l'any 2002 la candidatura fallida de Johnny Fernández a la Presidència va ser avalada conjuntament per Unitat Cívica Solidària i l'FSB. A les eleccions presidencials de 2014 van avalar la candidatura del representant del Partit Demòcrata Cristià Jorge Quiroga.